# Gottlob Rudolph von Heynitz
Gottlob Rudolph von Heynitz (* 1667 in Heynitz; † 24. April 1728 in Dresden) war ein deutscher Kommandant der kursächsischen Festung Sonnenstein und Besitzer der Rittergüter Heynitz und Wunschwitz.

## Leben
Gottlob Rudolph entstammte dem meißnischen Uradelsgeschlecht von Heynitz und wuchs auf dem Schloss Heynitz bei Nossen auf. Er trat in den Dienst der Wettiner und wurde 1727 Kommandant der Festung Sonnenstein bei Pirna, als Nachfolger des Generalmajors Alexander Dietrich von Eickstedt. 1728 starb er nach kurzer Krankheit in der Residenzstadt Dresden. In der Folge wurde der Oberst Hans Joachim von Schütz († 1734) Kommandant von Sonnenstein.
Von Heynitz war 1699, 1711, 1718, 1722 und 1728 als Vertreter der Allgemeinen Ritterschaft als Mitglied des sächsischen Landtages aktiv.

### Familie
Heynitz war zweimal verheiratet. Ihn überlebte seine zweite Ehefrau Anna Elisabeth geborene von Minckwitz.